# Trollbosjön
Trollbosjön är en sjö i Hedemora kommun i Dalarna och ingår i Dalälvens huvudavrinningsområde. Sjön är 2 meter djup, har en yta på 0,737 kvadratkilometer och befinner sig 81,9 meter över havet. Sjön avvattnas av vattendraget Trollbosjöån.

## Delavrinningsområde
Trollbosjön ingår i det delavrinningsområde (668810-151615) som SMHI kallar för Utloppet av Trollbosjön. Medelhöjden är 144 meter över havet och ytan är 10 kvadratkilometer. Räknas de 2 avrinningsområdena uppströms in blir den ackumulerade arean 27,48 kvadratkilometer. Trollbosjöån som avvattnar avrinningsområdet har biflödesordning 2, vilket innebär att vattnet flödar genom totalt 2 vattendrag innan det når havet efter 151 kilometer. Avrinningsområdet består mestadels av skog (65 procent) och jordbruk (18 procent). Avrinningsområdet har 0,53 kvadratkilometer vattenytor vilket ger det en sjöprocent på 5,3 procent.